# Шумадия

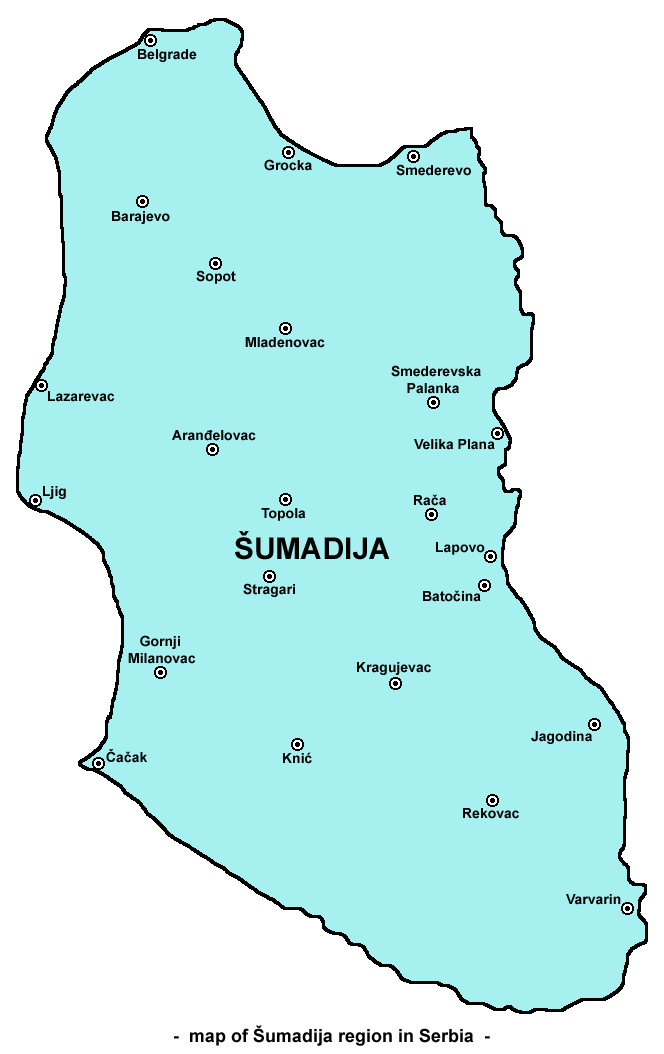
Шумадия, историческая область

Карта Шумадийского округа

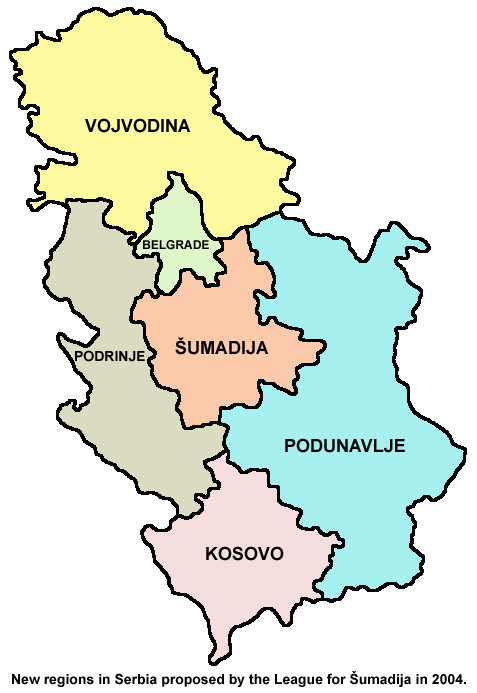
Предполагаемое новое административное деление Сербии

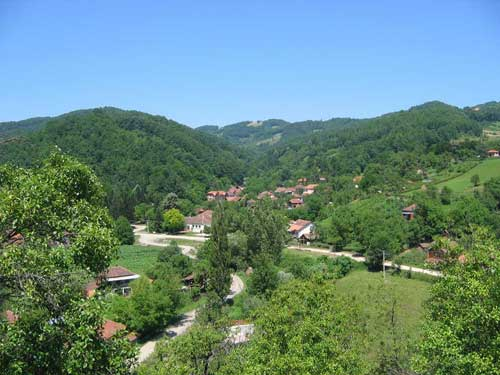
Шумадия

Шумадия (серб. Шумадија / Šumadija) — историческая область в центральной Сербии. Включает в себя Шумадийский округ и ряд прилегающих территорий. Область когда-то была богата лесами, отсюда и её название (шума / šuma — «лес»). Центром области и Шумадийского округа является город Крагуевац.

## История
В XVII-XIX веке леса Шумадии служили убежищем гайдуков, боровшихся против турок. В 1804 году в Шумадийском селе Орашац было провозглашено Первое сербское восстание. Его возглавил национальный герой Сербии Карагеоргий. Второе сербское восстание 1815 года, возглавляемое Милошем Обреновичем, с помощью России, увенчалось успехом, Сербия, из турецкого пашалыка, стала автономным княжеством.
В 1922—1929 годы одним из административных районов Королевства Сербов, Хорватов и Словенцев была Шумадийская область, которая примерно совпадала по границам с нынешним Шумадийским округом. Центром области, как и сейчас, был старинный город Крагуевац.

## Города
Крупнейшие города Шумадии — Аранджеловац, Чачак, Горни Милановац, Ягодина, Крагуевац, Смедерево, Смедеревска Паланка. Другие города — Велика Плана, Варварин, Трстеник, Чичевац, Топола, Лапово, Младеновац, Лазаревац, Белановица и Лучаны. Белград также относится к Шумадии, но выделен в особый административный район.

## Политика
Некоторые политические партии Сербии (Демократическая партия Сербии и Шумадийская коалиция) предлагают реформировать административное деление Сербии с целью стабилизировать ситуацию в стране и создать условия для более сбалансированного развития регионов. Вместо нынешних двух автономных провинций (Косова и Воеводины) и центрального административного региона предлагается разделить Сербию на 6 регионов:
- Воеводина (столица: Нови-Сад)
- Косово (столица: Приштина)
- Шумадия (столица: Крагуевац)
- Подунавье (столица: Ниш)
- Подринье (столица: Ужице)
- Белград.